# بلفنز ديفيس
بلفنز ديفيس (بالإنجليزية: Blevins Davis)‏ هو شخصية أعمال أمريكي، ولد في 1903، وتوفي في 16 يوليو 1971.

## وصلات خارجية
- بلفنز ديفيس على موقع قاعدة بيانات برودواي على الإنترنت (الإنجليزية)